# آمبنونیوم
آمبنونیوم (انگلیسی: Ambenonium chloride) که به صورت آمبنونیوم دی کلرید و با نام تجاری میتلاز (Mytelase) در بازار موجود است، نوعی مهارکننده استیل کولین استراز است که در درمان میاستنی گراویس به کار می‌رود. اثر این دارو بر روی آنزیم کولین استراز برگشت‌پذیر است.

## مکانیسم اثر
این دارو اثر خود را با مهار رقابتی و برگشت‌پذیر آنزیم استیل کولین استراز انجام می‌دهد. این آنزیم مسئول هیدرولیز استیل کولین است.

## موارد کاربرد
این دارو برای درمان ضعف ماهیچه‌ای در بیماری میاستنی گراویس به کار می‌رود.